# Richard Martin West
Richard Martin West   (Dinamarca, 10 de febrer de 1941) és un astrònom danès, gran descobridor d'estels i asteroides.
Es va graduar en astrofísica en 1964 a la Universitat de Copenhaguen. Cinc anys després va començar a treballar en l'Observatori Europeu Austral (ESO, segons les seves sigles en Inglés).
Ha descobert nombrosos estels, incloent el cometa West (C/1975 V1), que és un dels estels més brillants dels 70 i els cometes periòdics 76P/West-Kohoutek-Ikemura i 123P/West-Hartley.
També ha descobert 40 asteroides entre 1976 i 1986, incloent els asteroides troians (2146) Stentor, (2148) Epeios i (20995) 1985 VY. El Centre de Planetes Menors acredita els seus descobriments com a R. M. West.
També és codescubridor de la galàxia nana denominada Nana de Fènix, juntament amb Hans-Emil Schuster.
L'asteroide (2022) West va rebre el nom així en el seu honor.